# آب‌انبار پایین ده
آب‌انبار پایین ده مربوط به دوره قاجار است و در شهرستان آران و بیدگل، بخش مرکزی، دهستان سفید دشت، روستای یزدل، کوی مسجد ابوالفضل واقع شده و این اثر در تاریخ ۲۰ اسفند ۱۳۸۵ با شمارهٔ ثبت ۱۸۰۹۵ به‌عنوان یکی از آثار ملی ایران به ثبت رسیده است.